# (100630) 1997 UQ7
(100630) 1997 UQ7 es un asteroide perteneciente al cinturón de asteroides, descubierto el 22 de octubre de 1997 por Petr Pravec desde el Observatorio de Ondřejov, Ondřejov, República Checa.

## Designación y nombre
Designado provisionalmente como 1997 UQ7.

## Características orbitales
1997 UQ7 está situado a una distancia media del Sol de 2,268 ua, pudiendo alejarse hasta 2,546 ua y acercarse hasta 1,991 ua. Su excentricidad es 0,122 y la inclinación orbital 6,931 grados. Emplea 1248,09 días en completar una órbita alrededor del Sol.

## Características físicas
La magnitud absoluta de 1997 UQ7 es 16,3.